# Укоснительное движение
Укоснительное движение или замедляющее движение — механическое движение при котором скорость объекта непрерывно уменьшается. 
Ярким примером укоснительного движения является движение брошенного вертикально вверх тела с поверхности Земли. такое движение называется равноукоснительным или равнозамедленным, так как при этом скорость объекта получившего импульс убывает равномерно.